# 8775 Крістата
8775 Крістата (8775 Cristata) — астероїд головного поясу, відкритий 30 вересня 1973 року.
Тіссеранів параметр щодо Юпітера — 3,503.